# Rusia en los Juegos Olímpicos de Sídney 2000
Rusia estuvo representada en los Juegos Olímpicos de Sídney 2000 por un total de 435 deportistas que compitieron en 30 deportes.  
El portador de la bandera en la ceremonia de apertura fue el portero de balonmano Andrei Lavrov.

## Medallistas
El equipo olímpico ruso obtuvo las siguientes medallas:
| Nombre | Deporte               | Competición                     |
| --- | --------------------- | ------------------------------- |
| Oro |                       |                                 |
| Serguei Kliuguin | Atletismo             | Salto de altura M               |
| Irina Privalova | Atletismo             | 400 m con vallas F              |
| Yelena Yelesina | Atletismo             | Salto de altura F               |
| Equipo | Balonmano             | Torneo M                        |
| Oleg Saitov | Boxeo                 | Wélter (69 kg) M                |
| Alexandr Lebziak | Boxeo                 | Semipesado (81 kg) M            |
| Viacheslav Yekimov | Ciclismo en ruta      | Contrarreloj M                  |
| Pavel Kolobkov | Esgrima               | Espada ind. M                   |
| Serguei Sharikov Alexei Frosin Stanislav Pozdniakov                                                                                            | Esgrima               | Sable por eqs. M                |
| Karina Aznavurian Oxana Yermakova Tatiana Logunova Mariya Mazina                                                                               | Esgrima               | Espada por eqs. F               |
| Alexei Nemov | Gimnasia artística    | Concurso completo ind. M        |
| Alexei Nemov | Gimnasia artística    | Barra fija M                    |
| Svetlana Jorkina | Gimnasia artística    | Barras asimétricas F            |
| Yelena Zamolodchikova | Gimnasia artística    | Salto de potro F                |
| Yelena Zamolodchikova | Gimnasia artística    | Suelo F                         |
| Yuliya Barsukova | Gimnasia rítmica      | Individual F                    |
| Irina Belova Yelena Shalamova Natalia Lavrova Mariya Netesova Vera Shimanskaya Irina Zilber                                                    | Gimnasia rítmica      | Concurso completo por eqs. F    |
| Irina Karavayeva | Gimnasia en trampolín | Individual F                    |
| Alexandr Moskalenko | Gimnasia en trampolín | Individual M                    |
| Varteres Samurgashev | Lucha grecorromana    | 63 kg M                         |
| Murat Kardanov | Lucha grecorromana    | 76 kg M                         |
| Murad Umajanov | Lucha libre           | 63 kg M                         |
| Adam Saitiyev | Lucha libre           | 85 kg M                         |
| Saguid Murtazaliyev | Lucha libre           | 97 kg M                         |
| David Musulbes | Lucha libre           | 130 kg M                        |
| Olga Brusnikina Mariya Kiseliova | Natación sincronizada | Dúo F                           |
| Yelena Antonova Yelena Azarova Olga Brusnikina Mariya Kiseliova Olga Novokshchenova Irina Pershina Yelena Soya Yuliya Vasilieva Olga Vasiukova | Natación sincronizada | Equipo F                        |
| Dmitri Svatkovski | Pentatlón moderno     | Individual M                    |
| Igor Lukashin Dmitri Sautin | Saltos                | Plataforma 10 m sincronizada M  |
| Vera Ilina Yuliya Pajalina | Saltos                | Trampolín 3 m sincronizado F    |
| Yevgueni Kafelnikov | Tenis                 | Individual M                    |
| Serguei Alifirenko | Tiro                  | Pistola de fuego 25 m M         |
| Plata |                       |                                 |
| Olga Kuzenkova | Atletismo             | Martillo F                      |
| Tatiana Lebedeva | Atletismo             | Triple salto F                  |
| Larisa Peleshenko | Atletismo             | Peso F                          |
| Yelena Projorova | Atletismo             | Heptatlón F                     |
| Raimkul Malajbekov | Boxeo                 | Gallo (54 kg) M                 |
| Gaidarbek Gaidarbekov | Boxeo                 | Medio (75 kg) M                 |
| Sultan Ibraguimov | Boxeo                 | Pesado (91 kg) M                |
| Oxana Grishina | Ciclismo en pista     | Velocidad F                     |
| Alexei Bondarenko | Gimnasia artística    | Salto de potro M                |
| Alexei Nemov | Gimnasia artística    | Suelo M                         |
| Svetlana Jorkina | Gimnasia artística    | Suelo F                         |
| Yekaterina Lobazniuk | Gimnasia artística    | Barra F                         |
| Anna Chepeleva Svetlana Jorkina Anastasiya Kolesnikova Yekaterina Lobazniuk Yelena Produnova Yelena Zamolodchikova                             | Gimnasia artística    | Concurso completo por eqs. F    |
| Valentina Popova | Halterofilia          | 63 kg                           |
| Liubov Bruletova | Judo                  | –48 kg F                        |
| Alexandr Karelin | Lucha grecorromana    | 130 kg M                        |
| Arsen Guitinov | Lucha libre           | 69 kg M                         |
| Alexandr Popov | Natación              | 100 m libre M                   |
| Maxim Opalev | Piragüismo            | C1 1000 m M                     |
| Alexandr Dobroskok Dmitri Sautin | Saltos                | Trampolín 3 m sincronizado M    |
| Natalia Ivanova | Taekwondo             | +67 kg F                        |
| Yelena Dementieva | Tenis                 | Individual F                    |
| Artiom Jadzhibekov | Tiro                  | Rifle de aire 10 m M            |
| Svetlana Demina | Tiro                  | Skeet F                         |
| Tatiana Goldobina | Tiro                  | Rifle en tres posiciones 50 m F |
| Equipo | Voleibol              | Torneo M                        |
| Equipo | Voleibol              | Torneo F                        |
| Equipo | Waterpolo             | Torneo M                        |
| Bronce |                       |                                 |
| Vladimir Andreyev | Atletismo             | 20 km marcha M                  |
| Denis Kapustin | Atletismo             | Triple salto M                  |
| Serguei Makarov | Atletismo             | Jabalina M                      |
| Maxim Tarasov | Atletismo             | Salto con pértiga M             |
| Tatiana Kotova | Atletismo             | Salto de longitud F             |
| Yuliya Sotnikova Svetlana Goncharenko Olga Kotliarova Irina Privalova                                                                          | Atletismo             | 4 × 400 m F                     |
| Kamil Dzhamalutdinov | Boxeo                 | Pluma (57 kg) M                 |
| Alexandr Maletin | Boxeo                 | Ligero (60 kg) M                |
| Alexei Markov | Ciclismo en pista     | Carrera por puntos M            |
| Olga Sliusareva | Ciclismo en pista     | Carrera por puntos F            |
| Dmitri Shevchenko | Esgrima               | Florete ind. M                  |
| Alexei Nemov | Gimnasia artística    | Caballo con arcos M             |
| Alexei Nemov | Gimnasia artística    | Barras paralelas M              |
| Maxim Alioshin Alexei Bondarenko Dmitri Drevin Nikolai Kriukov Alexei Nemov Yevgueni Podgorny                                                  | Gimnasia artística    | Concurso completo por eqs. M    |
| Yekaterina Lobazniuk | Gimnasia artística    | Salto de potro F                |
| Yelena Produnova | Gimnasia artística    | Barra F                         |
| Alina Kabayeva | Gimnasia rítmica      | Individual F                    |
| Alexei Petrov | Halterofilia          | 94 kg M                         |
| Andrei Chemerkin | Halterofilia          | +105 kg M                       |
| Yuri Stiopkin | Judo                  | –100 kg M                       |
| Tamerlan Tmenov | Judo                  | +100 kg M                       |
| Alexei Glushkov | Lucha grecorromana    | 69 kg M                         |
| Roman Sludnov | Natación              | 100 braza M                     |
| Oxana Dorodnova Irina Fedotova Yuliya Levina Larisa Merk                                                                                       | Remo                  | Cuatro scull (W4X) F            |
| Dmitri Sautin | Saltos                | Trampolín 3 m M                 |
| Dmitri Sautin | Saltos                | Plataforma 10 m M               |
| Yevgueni Aleinikov | Tiro                  | Rifle de aire 10 m M            |
| Mariya Feklistova | Tiro                  | Rifle en tres posiciones 50 m F |
| Equipo | Waterpolo             | Torneo F                        |